# Muko
Muko (向日市 -shi) é uma cidade japonesa localizada na província de Quioto.
Em 2003 a cidade tinha uma população estimada em 53 518 habitantes e uma densidade populacional de 6 977,57 h/km². Tem uma área total de 7,67 km².
Recebeu o estatuto de cidade a 1 de Outubro de 1972.